# カリバ湖
カリバ湖（カリバこ、Lake Kariba）は、南部アフリカのザンベジ川中流に作られた人造湖で、ザンビアとジンバブエの国境に位置する。面積は約5400平方キロメートルで、アフリカ大陸最大級の人造湖である。インド洋に注ぎ込むザンベジ川河口から約1,300km上った所にある。
カリバ湖は、1958年から1963年にかけて完成した、湖の北東端に位置するカリバダムによってせき止められている。カリバ湖ができたことによってカリバ峡谷がせき止められたほか、上流に住んでいた多数のトンガ族が移住を余儀なくされた。

## 湖の概要
カリバ湖は、北東から南西方向に細長く伸びていて、長さ220kmあまり、幅40kmあまりとなっている。湛水面積は5,580平方キロメートル、貯水量は185立方キロメートルであり、体積では世界最大、面積でも世界で4番目に大きな人造湖である。湖には、チェテ島やセクラ島などいくつかの島がある。

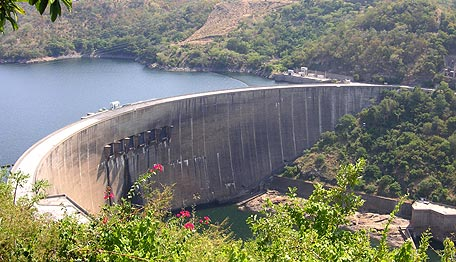
カリバダム

## 自然環境
カリバダムが完成しカリバ湖ができる前、元々あった植物たちは燃やされ、湖底となる土地に厚い肥沃土の層を形成した。この結果、カリバ湖の自然環境は恵まれたものになっている。多くの種類の魚類が湖に放流され、特にタンガニーカ湖からドジョウ科のカペンタが湖に放された。カペンタは、現在好調な漁業を支えている。このほかにも、カリバ湖の住民はナイルワニやカバを湖に導入した。現在、湖両岸に位置するザンビアとジンバブエの両国が、この自然を活かした観光産業の発展に取り組んでいる。

## 保護区域
カリバ湖のうちジンバブエ領内の一部は、ジンバブエの公園野生生物管理システムの中で、レクリエーション・パークに指定されている。

## 文化
カリバ湖とカリバダムは、L・ロン・ハバードのSF小説『バトルフィールド・アース』で、およそ300ページにわたって舞台となった。